# Eupithecia stellata
Eupithecia stellata là một loài bướm đêm trong họ Geometridae.